# Yeah! (Fuel)
Yeah! è un brano musicale del gruppo musicale statunitense Fuel, prima traccia del quinto album in studio Puppet Strings, pubblicato il 5 dicembre 2013 dalla MegaForce Records per la promozione dell'album.